# Мендони, Лина
Лина (Стилиани) Мендони (Медони, греч. Λίνα (Στυλιανή) Μενδώνη, род. 1 апреля 1960, Афины) — греческий археолог, политический и государственный деятель. Министр культуры Греции с 27 июня 2023 года. В прошлом — министр культуры и спорта Греции (2019—2023). Командор ордена Звезды итальянской солидарности за развитие связей с Италией.

## Биография
Родилась 1 апреля 1960 года в Афинах, в семье, происходящей с Хиоса. В 1977 году окончила частную школу Арсакион. Окончила философский факультет Афинского университета, где получила степень на классическом отделении в 1981 году, а в 1984 году степень на историко-археологическом отделении. В 1988 году получила с отличием докторскую степень по археологии там же.
В 1994—1999 гг. работала в Министерстве окружающей среды, городского планирования и общественных работ при министре Костасе Лалиотисе.
С марта 1999 года по март 2004 года была генеральным секретарём Министерства культуры при министрах Элисавет Папазои, Теодоросе Пангалосе, Евангелосе Венизелосе.
С ноября 2009 года до февраля 2015 года была генеральным секретарём Министерства культуры и туризма при министре Павлосе Геруланосе, Министерства образования, религии, культуры и спорта при заместителе министра, ответственном за культуру, Костасе Цаварасе, Министерства культуры и спорта при министрах Паносе Панайотопулосе и Константиносе Тасуласе.
До 2019 года была членом партии «Всегреческое социалистическое движение» (ПАСОК), входящей в альянс «Движение перемен».
9 июля 2019 года получила портфель министра культуры и спорта Греции в кабинете под руководством премьер-министра Кириакоса Мицотакиса, сформированном по результатам парламентских выборов 7 июля 2019 года, которые выиграла партия «Новая демократия». 8 июля Лина Мендони и Михалис Хрисохоидис, также получивший портфель министра, были лишены членства в «Движении перемен». Лина Мендони вступила в партию «Новая демократия». 26 мая 2023 года правительство ушло в отставку.
27 июня 2023 года получила пост главы Министерства культуры Греции во втором правительстве под руководством премьер-министра Кириакоса Мицотакиса, сформированном по результатам парламентских выборов 25 июня 2023 года, которые выиграла партия «Новая демократия».